# Triplemanía XVI
Triplemanía XVI fue la edición número 16 de Triplemanía, evento de pago por visión de lucha libre profesional producido por la empresa mexicana Asistencia Asesoría y Administración. El evento se realizó el 13 de junio de 2008 desde el Palacio de los Deportes en México, Distrito Federal.

## Resultados
- La Secta del Mesías (Dark Cuervo, Dark Scoria, Dark Ozz, y Dark Espíritu) derrotó a la Real Fuerza Aérea (Aerostar, El Ángel y Super Fly) en una lucha en desventaja.
- Alan Stone, Octagon, & Super Porky (Brazo de Plata) derrotaron a los Vipers (Black Abyss, Histeria y Psicosis).
  - Octagon rindió a Histeria.
- Los Mexican Powers (Crazy Boy, Último Gladiador y Ricky Marvin) derrotaron a la Familia de Tijuana (Halloween, Extreme Tiger y TJ Xtreme) y a la Hart Foundation 2.0 (Teddy Hart, Jack Evans y Bryan Danielson) en una triple amenaza de eliminación de equipos.
  - Hart derrotó a Halloween.
  - Crazy derrotó a Evans.
  - Ricky Marvin y Bryan Danielson aparecieron en el evento como invitados especiales.
- Faby Apache (s/Billy Boy) venció a Mari Apache (s/El Apache) en una lucha de cabellera vs. cabellera.
  - Después de la lucha, los Apaches se abrazaron en señal de respeto.
  - Como consecuencia, Mari fue rapada.
- Vampiro Canadiense empató con el Mesías en una lucha extrema callejera de 15 min.
- La Legión Extranjera (Bobby Lashley, Electroshock y Kenzo Suzuki) derrotaron a Chessman, La Parka y Silver King.
  - Suzuki rindió a Silver King luego de aplicarle un foul.
  - Bobby Lashley apareció en el evento como invitado especial.
- Cibernético (con Lic. Joaquín Roldán) derrotó a el Zorro (con Konnan el Bárbaro) reteniendo el Megacampeonato de AAA.
  - Durante el encuentro, Konnan empujó al Lic. Roldán a un esquinero provocándole una severa lesión en el rostro.
  - Esta es la segunda vez que el Zorro no logra obtener el Megacampeonato durante su reinado como Rey de Reyes.

## Comentaristas
- Arturo Rivera "El Rudo"
- Andrés Maroñas Escobar
- Jesús Zúñiga